# Guerre serbo-turque de 1876-1878
La guerre serbo-turque (serbe : Први српско-турски рат) est un conflit dans lequel les Serbes de Bosnie et Herzégovine, des principautés du Monténégro et de Serbie ont combattu l'Empire ottoman pour leur libération du joug ottoman tombé sur eux depuis des siècles.

## Raison de la guerre
En juillet 1875, les paysans chrétiens d'Herzégovine se révoltent contre leurs dirigeants musulmans. Le soulèvement se propage rapidement à la Bosnie. La Serbie, qui depuis 1817 avait le statut d'autonomie dans l'Empire ottoman, aide les rebelles de toutes les manières possibles. Les grandes puissances européennes interviennent dans ce conflit en affirmant qu'elles ne pourraient protéger la Serbie. Le 25 septembre (7 octobre) 1875, la Serbie reçoit une « déclaration collective des représentants diplomatiques des puissances européennes à Belgrade auprès du gouvernement serbe ». Dans ce document, les représentants de l'Autriche-Hongrie, de l'Angleterre, de la France, de l'Italie et de l'Empire allemand, déclarent que « si le gouvernement serbe autorise des actions agressives contre la Sublime Porte, ils ne pourront utiliser le traité de Paris de 1856 dans le but de protéger la principauté [serbe] de l'occupation turque. ». Le prince de Serbie, Milan Obrénovitch, s'entend en juin 1876 avec le prince de Monténégro, Nicolas, pour des actions communes contre la Turquie. Malgré la pression politique, et le frein de la Russie, la Serbie et le Monténégro déclarent la guerre à la Turquie le 30 juin 1876.

## Se venger du Kosovo
Quand la Serbie et le Monténégro déclarent la guerre à l'Empire ottoman en 1876, la libération du Kosovo-et-Métochie est conçue comme un des buts des hostilités. Le prince Nicolas du Monténégro déclare dans un discours aux Monténégrins du 3 juillet 1876 qu'il appelle « à se venger du Kossovo ».

## Libération de Gračanica en janvier 1878
Le commandant suprême des unités herzégoviniennes, Milan Sandič, entre en janvier 1878 au Kosovo. Traversant Slovinie, les soldats entrent à Gračanica quelques jours plus tard.

## Combats
L'armée turque au moment de la déclaration de guerre compte jusqu'à 100 000 soldats, mais elle mal préparée en raison de la crise économique dans l'Empire ottoman. Cependant, l'armée serbe, même malgré un soutien financier de la Russie, ne diffère pas par ses qualités, ni même celle du Monténégro.
Le 2 juillet 1876, les forces serbes traversent la frontière ottomane (l'un des commandants serbes est Djoura Khorvatovitch), mais leur avancée est tout de suite stoppée. Le 28 juillet, le commandant de l'armée serbe, le général russe Mikhaïl Tcherniaïev donne l'ordre de rebrousser chemin vers la frontière serbe.
Les Turcs passent à l'offensive. Le 30 juillet, les Turcs assiègent la ville frontalière de Knjaževac. La ville tombe le 6 août. Après la prise de Knjaževac, la route vers Niš est ouverte. Au cours du mois, l'armée ottomane s'empare d'un certain nombre de forteresses et de villes. Mais les grandes puissances européennes interviennent à nouveau. Tout ce qu'elles obtiennent, c'est un cessez-le-feu temporaire du 5 au 28 septembre. Pendant ce temps, l'armée serbe a pu reconstituer ses rangs aux dépens des volontaires russes, soldats et officiers.
Le 29 septembre, Tcherniaïev commence une offensive massive sur la rive gauche de la Morava, qui dure deux jours, mais qui n'est pas couronnée de succès. Le 17 octobre, après cinq jours de repos, les Ottomans renouvellent leur offensive. L'armée serbe (40 000 hommes) connaît une défaite complète à la bataille de Šumatovac. À la bataille suivante, les Serbes quittent le champ de bataille. Leur retraite est couverte par 6 000 volontaires russes.

## Fin de la guerre
Après deux défaites catastrophiques en un jour, l'armée serbe ne peut plus continuer le combat et le général Tcherniaïev en informe Milan Obrénovitch, le 30 octobre. Ce dernier envoie un message par télégraphe à l'empereur Alexandre II, le suppliant de sauver la Serbie de la destruction complète. Le 31 octobre, l'ambassadeur russe à la Sublime Porte avertit au nom d'Alexandre II l'Empire ottoman d'un ultimatum, selon lequel la Turquie doit conclure un accord de paix dans les quarante-huit heures avec la Serbie et le Monténégro. En cas de refus, l'armée russe (200 000 hommes) se trouvant en Bessarabie traverserait la frontière ottomane. Le jour suivant, la Turquie prend l'ultimatum et s'accorde à une trève de deux mois. L'accord de paix entre la Serbie, le Monténégro et l'Empire ottoman est signé à Constantinople. L'armée monténégrine dirigée par le prince Nicolas regagne les villes prises par les Turcs.
Cette guerre exacèrbe les relations déjà tendues entre l'Empire russe et l'Empire ottoman. À peine six mois plus tard, la guerre russo-turque commence.

## Statistiques de la guerre serbo-turque
| Pays           | Population en 1876. | Combattants | Morts                  | Blessés              | Morts de blessures ou de maladie |
| -------------- | ------------------- | ----------- | ---------------------- | -------------------- | -------------------------------- |
| Serbie         | 1 600 000           | 100 000     | 877                    | 2 999                | 1 534                            |
| Monténégro     | 115 000             | 28 000      | Pas de données fiables | Pas de données sûres | Pas de données sûres             |
| Total          | 1 715 000           | 128 000     | 5877                   |                      |                                  |
| Empire ottoman | 41 000 000          | 139 000     | 1 000                  |                      | 2 000                            |
| Total          | 42 715 000          | 267 000     | 6877                   |                      |                                  |